# Marechiaro
Marechiaro es un pequeño burgo del barrio de Posillipo, en la ciudad de Nápoles, Italia.

## Historia

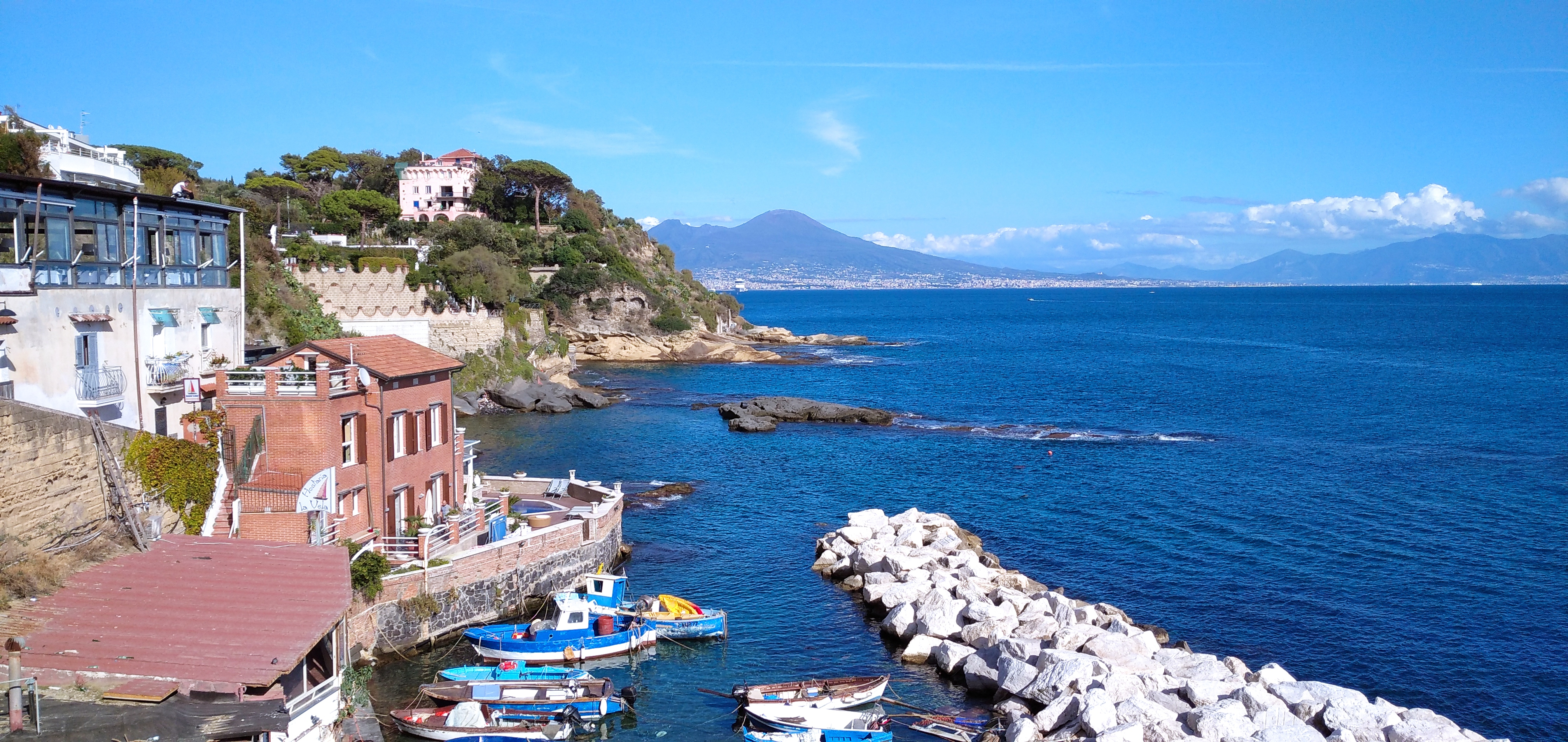
Vista de Marechiaro.

En el pasado el burgo, construido alrededor de la actual Via Marechiaro, tomaba el nombre de la Iglesia de Santa Maria del Faro. El nombre Marechiaro no se debe, como comúnmente se cree, a la transparencia de las aguas del mar de Posillipo, sino a su quietud. Ya en algunos documentos medievales se habla de mare planum, traducido al napolitano como mare chianu, del que deriva el actual Marechiaro.
En los años 1960 se convirtió en uno de los símbolos de la dolce vita en Italia, volviéndose famoso gracias a sus turistas hollywoodianos, sus restaurantes típicos asomados a la preciosa vista del Golfo de Nápoles y por su caractéristico Scoglione (gran escollo).
Desde Marechiaro, además, se puede disfrutar de una vista panorámica de toda la ciudad de Nápoles, del Vesubio, de la peninsula sorrentina y de la isla de Capri, que aparece justo en frente de la característica pequeña playa del burgo.

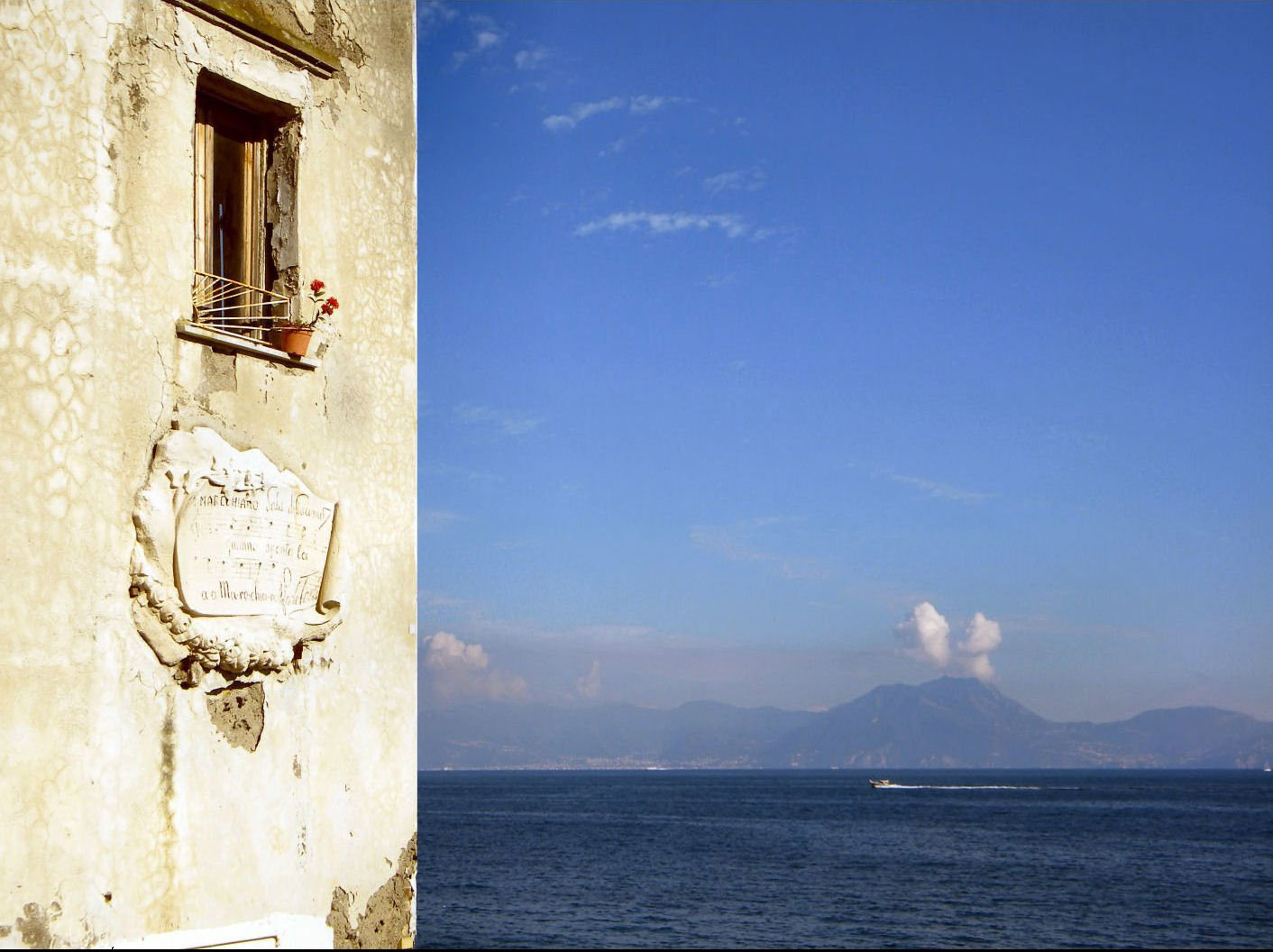
La famosa Fenestella.

El particular que más ha contribuido a la mitización de Marechiaro es la llamada Fenestella (que en napolitano significa "ventanita"). Cuenta la leyenda que el poeta y escritor napolitano Salvatore Di Giacomo, al ver una pequeña ventana en cuyo vierteaguas estaba un clavel, tuvo la inspiración de escribir una de las canciones napolitanas más conocidas: Marechiare. La ventana todavía existe y siempre hay un clavel fresco en su vierteaguas, además de una placa de mármol blanco con la partitura de la canción y el nombre de su autor grabados en ella.
El Archivo de la Canción Napolitana testimonia la existencia de casi doscientos canciones clásicas dedicadas al burgo de Marechiaro, o que sólo lo nombran, y una gran número de poemas.